# ميلانو-تورينو 2014
ميلانو-تورينو 2014 (بالإنجليزية: 2014 Milano–Torino)‏ هو سباق دراجات هوائية، وهو الموسم رقم 95 من السباق، وأقيم في 1 أكتوبر 2014، وهو أحد سباقات طواف أوروبا للدراجات 2014، وهو من نوع سباق يوم واحد.
فاز فيه بالمركز الأول جيامباولو كاروسو، وبالمركز الثاني رينالدو نوسنتيني، وبالمركز الثالث دانييل مورينو.

## الفائزون
| الترتيب | الفائز           |
| ------- | ---------------- |
| الفائز  | جيامباولو كاروسو |
| الثاني  | رينالدو نوسنتيني |
| الثالث  | دانييل مورينو    |